# Districtul Phalombe
Phalombe este un district  în   statul Malawi. Reședința sa este orașul Phalombe.